# Rapid SCADA
Rapid SCADA - SCADA-система для разработки АСУ ТП, систем диспетчеризации, систем контроля и учёта энергоресурсов, систем контроля доступа.
Программное обеспечение предоставляется по лицензии Apache License 2.0 и имеет открытый исходный код.
Rapid SCADA – веб-ориентированная, кроссплатформенная система. Семейства поддерживаемых ОС: Linux, Microsoft Windows
Изучение Rapid SCADA  входит в состав рабочих программ некоторых Российских ВУЗов, таких как Волжский Университет имени В.Н. Татищева, Воронежский государственный технический университет, Уральский федеральный университет

### Архитектура проекта
Основные приложения программного комплекса Rapid SCADA:
1. Вебстанция – веб-приложение для отображения информации оператору посредством программы-браузера в виде схем, таблиц и графиков трендов, генерации отчётов.
2. Приложение Сервер управляет базой данных системы, выполняет математические расчёты в соответствии с заданной конфигурацией и предоставляет информацию приложениям-клиентам.
3. Коммуникатор собирает данные с контроллеров, модулей ввода-вывода и приборов учёта параллельно, используя множество потоков, осуществляет диагностику связи, передаёт информацию приложению Сервер по вычислительной сети.

### Модульность
Rapid SCADA имеет многоуровневую модульную архитектуру. Система включает в себя различные библиотеки для взаимодействия с контроллерами, измерительными устройствами, устройствами сбора и передачи данных.

### Расширяемость проекта
Расширение функциональности обеспечивается плагинами, позволяя дополнять комплекс без модификации основного ядра. Программные сущности, форматы хранения и передачи информации открыты, что дает возможность разрабатывать плагины интерфейса оператора и отчётных форм, создавать новые драйверы, выполнять интеграции со сторонними системами. Плагины разрабатываются сообществом.